# Bear Lake Comfort Station
La Bear Lake Comfort Station est un bâtiment abritant des toilettes publiques dans le comté de Larimer, dans le Colorado, aux États-Unis. Situé au sein du parc national de Rocky Mountain, cet édicule construit dans le style rustique du National Park Service est inscrit au Registre national des lieux historiques depuis le 29 janvier 1988.